# 2038年1月5日日食
2038年1月5日日食是一次日環食，將發生於2038年1月5日。新月當天（即朔日），地球上觀測到月球和太阳的角距離極小，此時月球如果恰好在月球交點附近，穿過太阳和地球之間，與地球、太阳接近一直線，則會出現日食。月球穿過太阳和地球之間，但距地球較遠，本影未能接觸地表，而使偽本影覆蓋的區域內看到月球的角直徑小於太陽，就形成日環食，同時在偽本影兩側數千公里的半影範圍內形成日偏食。此次日環食經過了古巴、海地、多明尼加、聖盧西亞、聖文森特和格林納丁斯、巴巴多斯、利比里亞、科特迪瓦、加納、多哥、貝寧、布吉納法索、奈及利亞、尼日爾、乍得、利比亞、蘇丹、埃及，日偏食則覆蓋了北美洲東部、南美洲中北部、歐洲中南部、非洲大部、西亞西部。

## 日食概況

### 出現區域
古巴西恩富戈斯省東北部接近比亞克拉拉省交界處最先在日出時看到此次日環食，隨後月球偽本影向東南劃過古巴中東部、伊斯帕尼奧拉島西南部、加勒比海東北部、向風群島進入大西洋，在巴西聖羅克角東北約1300公里、佛得角群島以南約1400公里洋面達到最大食分。此後偽本影逐漸轉向東北移動，登上非洲西部海岸後經過非洲西部和東北部，最終在日落時分結束於埃及新河谷省境內。全過程中，偽本影覆蓋了4個首都——海地太子港、聖盧西亞卡斯特里、聖文森特和格林納丁斯金斯敦、巴巴多斯布里奇敦。
此次偽本影經過的陸地包括：
- 古巴：西恩富戈斯省東南部、比亞克拉拉省東南部、聖斯皮里圖斯省除東北角外的大部、謝戈德阿維拉省中南部、卡馬圭省除北部海岸和女王花園群島極西南角外的大部、拉斯圖納斯省除北部海岸外的大部、格拉瑪省除西南部外的大部、奧爾金省除北部海岸外的大部、聖地亞哥省除西南角外的絕大部分、關塔那摩省除東北海岸外的大部；
- 海地：大灣省極東北角、西北省西南部、尼普斯省除西南部外的大部、南部省東北部、阿蒂博尼特省中南部、西部省、東南省除極西南角外的絕大部分、北部省極南端、中央省中南部；
- ：艾利斯皮亞省南半部、聖胡安省南部、阿蘇阿省中南部、聖荷西省南端、佩拉維亞省除北部外的大部、聖克里斯多堡省南端，及上述地區以南除貝阿塔島極西南角和阿爾托貝洛島（西班牙语：Isla Alto Velo）以外的各地；
- 圣卢西亚：卡斯特里區除極北端外的絕大部分、格羅斯伊斯勒區南部、多芬區南部，及上述地區以南各地；
- ：聖文森特島，和格林納丁斯群島的貝基亞島、卡特爾島（英语：Quatre）、巴利索島、馬斯蒂克島、小馬斯蒂克島（英语：Petite Mustique）及其緊鄰小島；
- 全境；
- 利比里亚：大巴薩縣東南半部、里弗塞斯縣、錫諾縣北部、寧巴縣南部、大各德縣除東南部外的大部；
- ：十八山區南部、中卡瓦利區除南部和北端外的大部、下薩桑德拉區北端、上薩桑德拉區除北部和南端外的大部、馬拉韋區除南部外的大部、沃羅杜古區東南角、湖泊區北部、邦達馬河谷區東南半部、恩濟-科莫埃區北部，自西南向東北斜貫贊贊區；
- ：經過布朗阿哈福地區北端並自西南向東北斜貫北部地區；
- 多哥：草原區中南部和卡拉區北部；
- ：阿塔科拉省除南北兩端外的大部、峽谷省極西北角、博爾古省西北角、阿黎博里省除北部和東南部外的大部；
- 布吉納法索：擦過東部大區極東南角；
- 奈及利亞：擦過尼日爾州極西北角並自西南向東北斜貫凱比州，再經過索科托州中南部、扎姆法拉州西北部、卡齊納州北部；
- 尼日尔：第一次入境劃過多索大區南部，第二次入境自西南向東北斜貫馬拉迪大區南部、津德爾大區、迪法大區中部偏北並擦過阿加德茲大區極東南角；
- ：經過加奈姆區北端和提貝斯提區南端後自西南向東北斜貫博爾庫區和恩內迪區西北部；
- 利比亞：自西南向東北斜貫庫夫拉省東南部；
- 苏丹：劃過全國最西北部的北方州西北部；
- 埃及：進入新河谷省西南部後不久就離開地表。[3][4]

除了上述狹窄的環食帶內能看到日環食之外，月球半影覆蓋範圍內都將能看到日偏食，包括北美洲的加拿大東南部、聖皮埃爾和密克隆、美國東部、百慕大、墨西哥東部、中美洲，南美洲的亞馬遜雨林以北地區及秘魯除極南端外的絕大部分、玻利維亞除南部外的大部、巴拉圭北半部、巴西除南部外的大部，歐洲的南歐、西歐、中歐、法羅群島、挪威南部、瑞典南部、丹麥、東歐西南部，非洲的北非、西非、中部非洲除東南部外的大部、聖赫勒拿島、阿森松島、納米比亞西北部、東非除南部和非洲之角以外的部分，亞洲的土耳其中西部、阿拉伯半島西部。

此次日環食過程中月影在地表移動的動畫

### 基本參數
- 類型：日環食
- 食甚中心處（位於巴西聖羅克角東北約1300公里、佛得角群島以南約1400公里的大西洋）資料：
  - 時間：2038年1月5日13:45:47.9
  - 地點：2°5.7′N 25°26.7′W / 2.0950°N 25.4450°W
  - 食分：0.9728（環食帶內最大）
  - 偽本影寬度：107.2公里
  - 日環食持續時間：3分18.5秒
- 環食最長處資料：
  - 時間：2038年1月5日13:52:31
  - 地點：2°11′N 23°40′W / 2.183°N 23.667°W
  - 偽本影寬度：107.4公里
  - 日環食持續時間：3分18.6秒[6]

## 相關的日食

### 2036-2039年的日食
月球交替位於相對的月球交點時，以半個交點年（食年），即約177天又4小時間隔出現下列日食。
註：2036年2月27日和2036年8月21日的日偏食屬於上一組交點年系列。
| 日食列表  |           |           |           |           |           |           |           |           |           |           |           |
| 1997-2000 | 2000-2003 | 2004-2007 | 2008-2011 | 2011-2014 | 2015-2018 | 2018-2021 | 2022-2025 | 2026-2029 | 2029-2032 | 2033-2036 | 2036-2039 |

| 升交點   | 升交點                   |          | 降交點                   | 降交點 |
| 沙羅周期 | 地圖                     | 沙羅周期 | 地圖                     |        |
| 117      | 2036年7月23日 偏食（南） | 122      | 2037年1月16日 偏食（北） |        |
| 127      | 2037年7月13日 全食       | 132      | 2038年1月5日 環食        |        |
| 137      | 2038年7月2日 環食        | 142      | 2038年12月26日 全食      |        |
| 147      | 2039年6月21日 環食       | 152      | 2039年12月15日 全食      |        |

### 沙羅周期
沙羅週期長度為18年11天。本次日食屬於沙羅週期132，共包含71次日食，依次為1208年8月13日至1551年3月7日的20次日偏食、1569年3月17日至2146年3月12日的33次日環食、2164年3月23日至2182年4月3日的2次全環食（亦稱混合食）、2200年4月14日至2308年6月19日的7次日全食、2326年6月30日至2470年9月25日的9次日偏食，總共歷時1262.11年。其中最長的全食發生於2290年6月8日，共持續2分14秒。
下表列舉了1901年至2100年間發生的屬於該周期的日食，是第40至50次：
| 40             | 41            | 42             |
| -------------- | ------------- | -------------- |
| 1911年10月22日 | 1929年11月1日 | 1947年11月12日 |
| 43             | 44            | 45             |
| 1965年11月23日 | 1983年12月4日 | 2001年12月14日 |
| 46             | 47            | 48             |
| 2019年12月26日 | 2038年1月5日  | 2056年1月16日  |
| 49             | 50            |                |
| 2074年1月27日  | 2092年2月7日  |                |

## 資料來源
1. ↑  樊忠玉. . 中国天文科普网.   [2018-02-09]. （原始内容存档于2014-09-17）.
2. 1 2  Fred Espenak. . NASA Eclipse Web Site.   [2018-02-09]. （原始内容存档于2020-10-20）.（英文）
3. ↑  Fred Espenak. . NASA Eclipse Web Site.   [2018-02-09]. （原始内容存档于2020-10-23）.（英文）
4. ↑  Xavier M. Jubier. .   [2018-02-09]. （原始内容存档于2019-11-04）.（法文）（英文）
5. ↑  Fred Espenak. . NASA Eclipse Web Site.   [2018-02-09]. （原始内容存档于2019-01-18）.（英文）
6. ↑  Fred Espenak. . NASA Eclipse Web Site.   [2018-02-09]. （原始内容存档于2020-10-24）.（英文）
7. ↑  Fred Espenak. . NASA Eclipse Web Site.（英文）

## 外部連結
- NASA日食專頁（页面存档备份，存于）（英文）
- 可見區域圖和時間統計：由弗雷德·埃斯佩纳克做出的日食預報，NASA/GSFC
  - Google互動地圖呈現的日食範圍
  - 貝塞爾元素
- Google地圖顯示的日環食和日偏食範圍（页面存档备份，存于）（法文）（英文）

| \| \| 日食 \|                             |                             |                                          |
| 上一次日食： 2037年7月13日日食 （日全食） | 2038年1月5日日食 （日環食） | 下一次日食： 2038年7月2日日食 （日環食） |
| 上一次日環食： 2035年3月9日日食           | 2038年1月5日日食 （日環食） | 下一次日環食： 2038年7月2日日食          |
|                                           | 日食                        |                                          |